# Teddy Jenks
Teddy Christopher Graham Jenks (* 12. März 2002 in Brighton) ist ein englischer Fußballspieler, der bei Brighton & Hove Albion unter Vertrag steht.

## Karriere

### Verein
Teddy Jenks spielte bis zum Jahr 2019 in der Jugend von Brighton & Hove Albion. Sein Debüt als Profi in der ersten Mannschaft seinen Heimatvereins gab Jenks am 25. September 2019 bei einer 1:3-Niederlage gegen Aston Villa im EFL Cup. Ab diesen Zeitpunkt spielte er meist in der U-23-Mannschaft in der Premier League 2 und EFL Trophy. Einen weiteren Einsatz im Profikader absolvierte Jenks erst wieder im EFL Cup im September 2020 gegen Preston North End. Ab Juni 2021 wurde der 19-jährige Jenks an den schottischen Erstligisten FC Aberdeen verliehen.

### Nationalmannschaft
Teddy Jenks debütierte im Jahr 2015 in der englischen U15-Nationalmannschaft. Nach einem Einsatz in der U16 im Jahr 2017, nahm Jenks zwei Jahre später mit der U17-Nationalmannschaft an der Europameisterschaft in Irland teil. Dabei gelang ihm im letzten Gruppenspiel gegen Schweden ein Tor.